# Эльсниг (Саксония-Анхальт)
Эльсниг (нем. Elsnigk) — посёлок в Германии, в земле Саксония-Анхальт, входит в район Анхальт-Биттерфельд в составе коммуны Остернинбургер.
Население составляет 662 человек (на 31 декабря 2013 года). Занимает площадь 6,91 км².

## История
Первое упоминание о поселение относится к 1349 году.
До 2010 года Эльсниг образовывала собственную коммуну, куда также входила деревня Вюрфлау (нем. Würflau, 51°46′34″ с. ш. 12°03′13″ в. д.).
1 января 2010 года, после проведённых реформ, Эльсниг и Вюрфлау вошли в состав новой коммуны Остернинбургер.

## Галерея

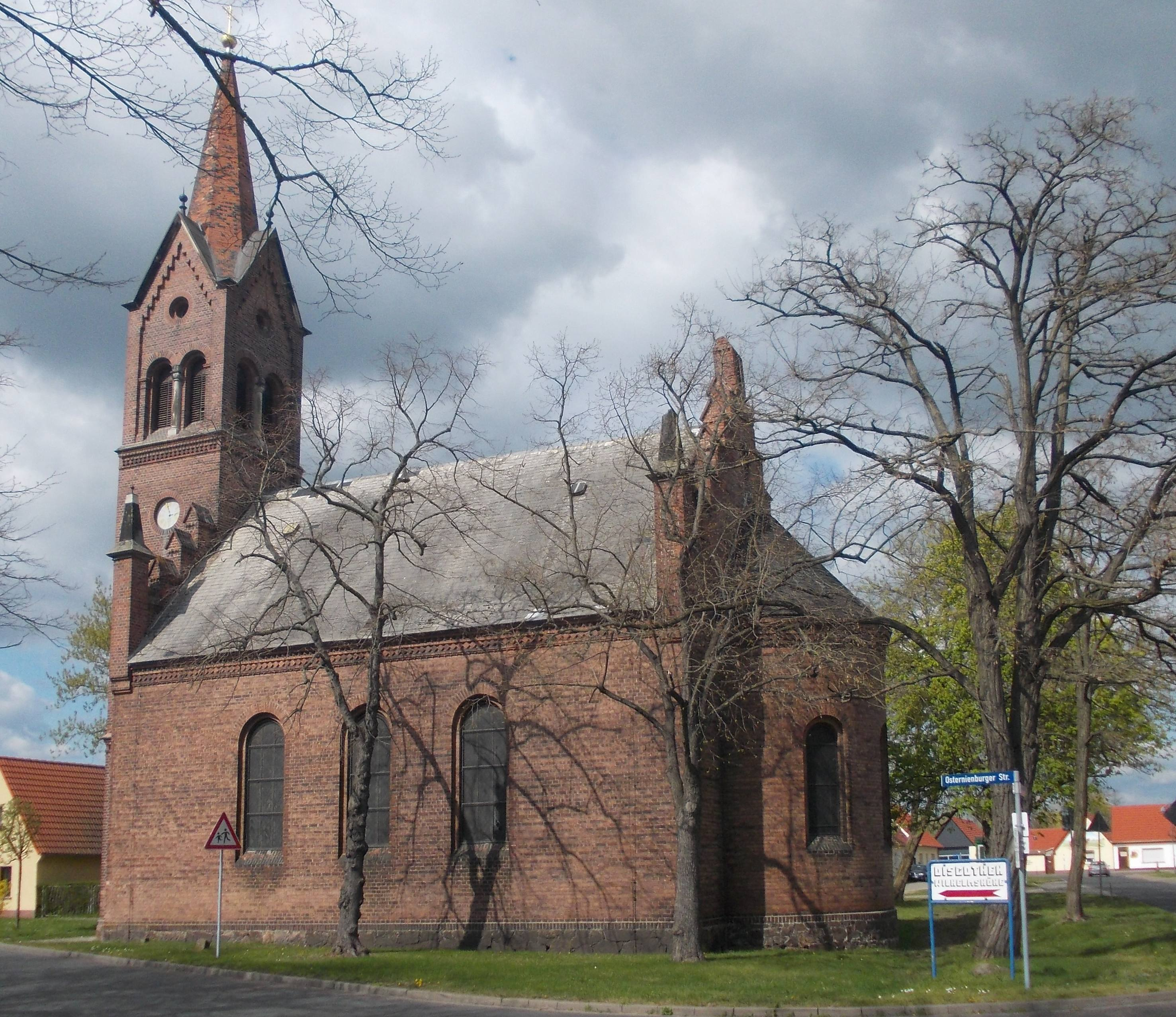
Церковь в Эльсниге
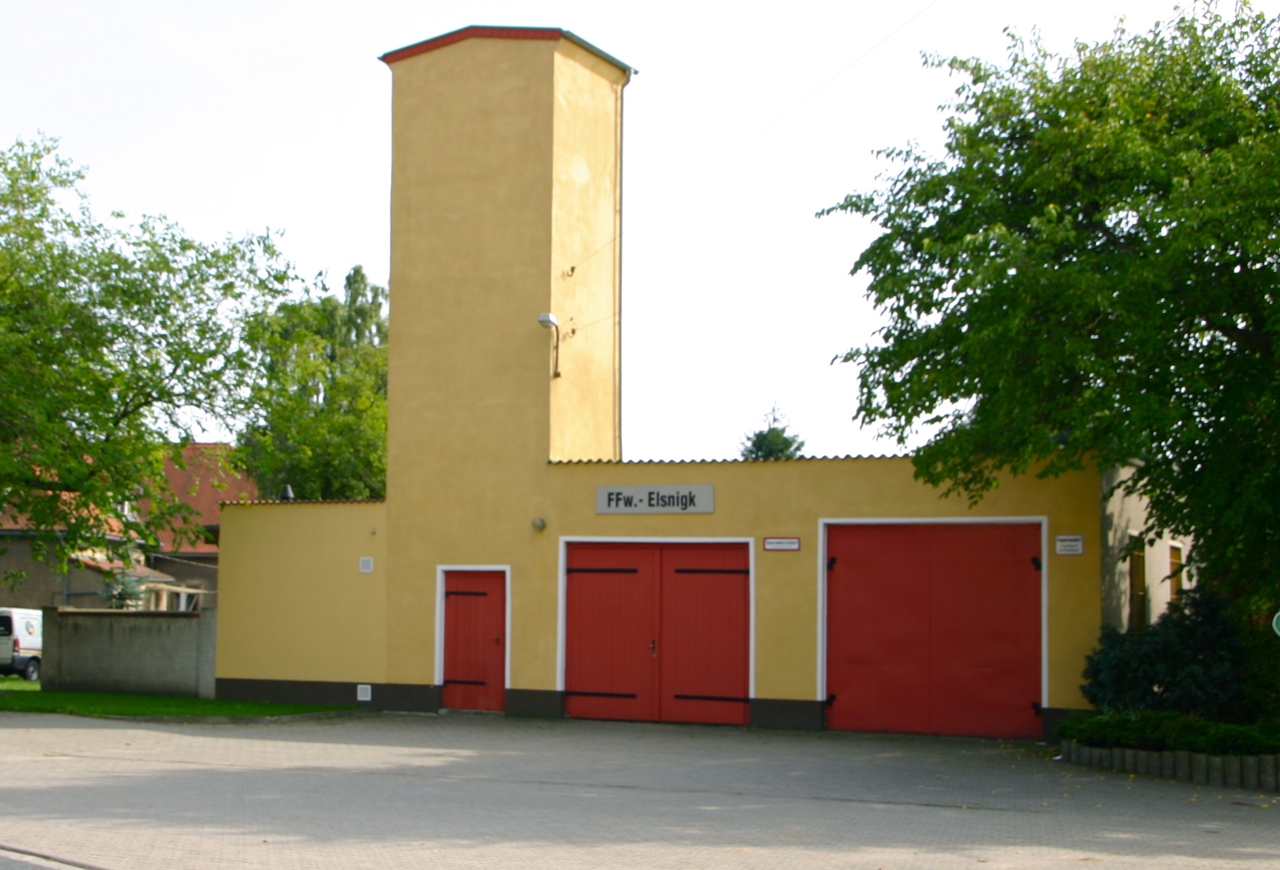
Пожарная часть Эльсинга
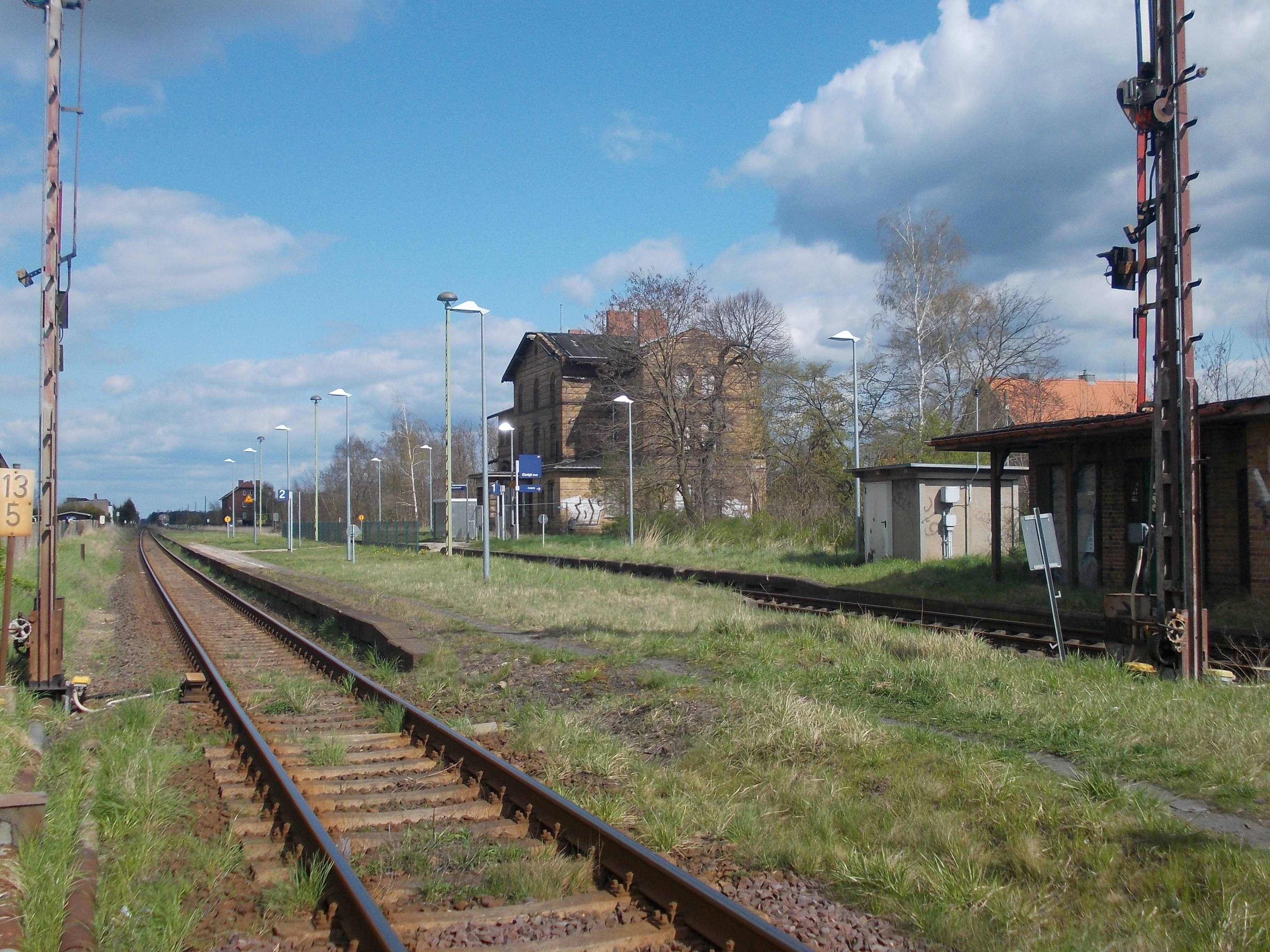
Ж/д станция Эльснига
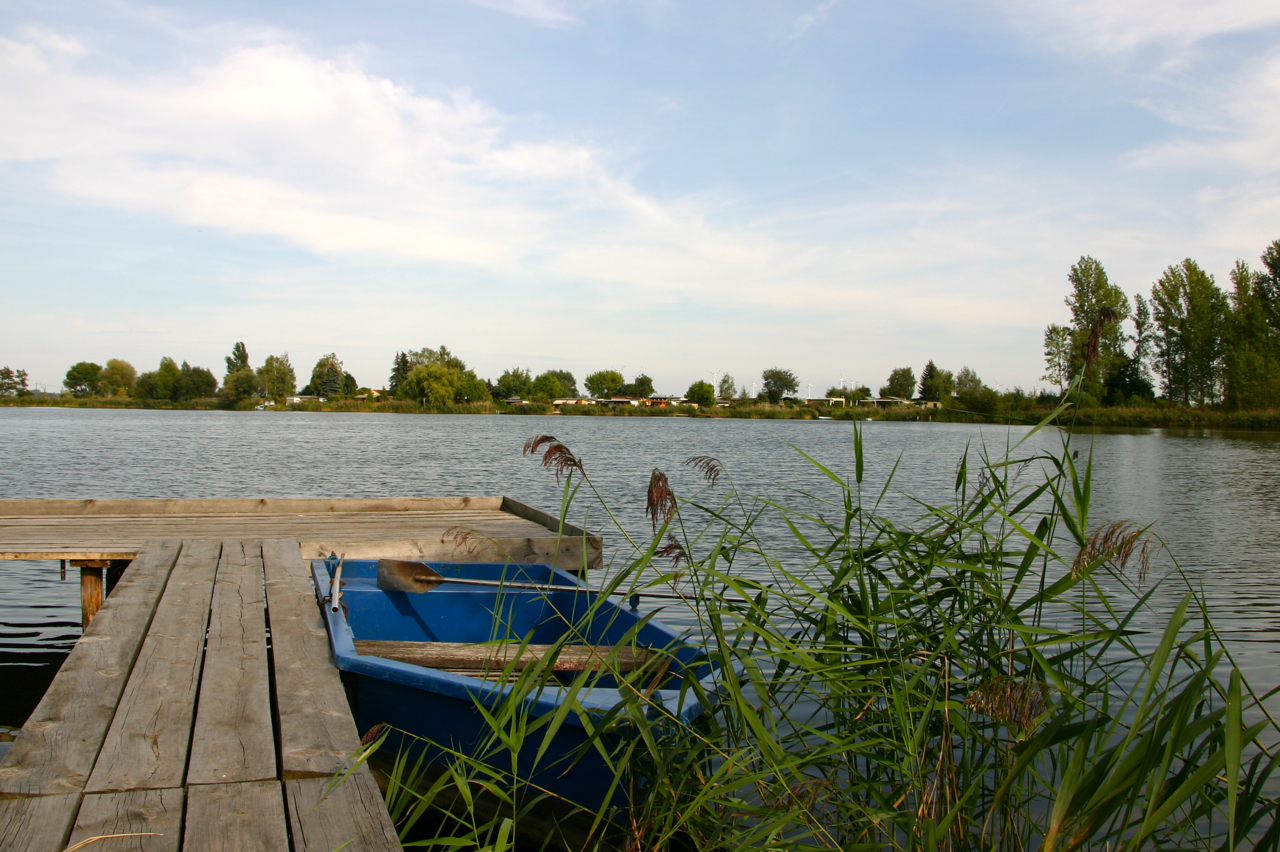
Пруд вблизи Эльснига